# セント・ジェームズ・パーク駅
セント・ジェームズ・パーク駅 (セント・ジェームズ・パークえき、英語: St James Park station) はイングランド、デヴォン、エクセターの郊外の鉄道駅である。運営はファースト・グレート・ウェスタン。この駅はエクセター・シティFCのホームスタジアムセント・ジェームズ・パークに隣接している。

## 歴史
この小さな駅はブラックボーイ・トンネルの西に1906年1月26日にライオンズ・ホルト・ホートという駅名で開業した。そのトンネルの東に同時期に開業したプレゼント・ロード・ホート駅は1928年に廃止された。
その名前は1946年10月7日に駅の隣にあるエクセター・シティFCのホームグラウンドの名前である"セント・ジェームズ・パーク駅"へ改名。クラブチームはコミュニティー・レールウェイの計画のもとにこの駅を採用し駅の維持に貢献している。

## 詳細
この駅は2つプラットホームがあるが、南側のプラットホームはとても短く1両または2両(20m)しか入らない。他の列車は158形でドアを開けるか、一つのドアを開けるか選択する必要がある。

## 運行
約半数の列車はアヴォセット線上にあるエクスマウス駅からエクセター・セント・デヴィッズ駅行きの列車がこの駅に停車する。エクセター・セント・デヴィッズ駅を過ぎるとたいていはペイントン駅かバーンステイプル駅へ運行を続ける。

## 隣の駅
ナショナル・レール
■ファースト・グレート・ウェスタン
アヴォセット線
Polsloe Bridge station - セント・ジェームズ・パーク駅 - エクセター・セントラル駅